# Pielonsaari
Pielonsaari är en ö i Finland. Den ligger i sjön Haukivesi och i kommunen Jorois i den ekonomiska regionen  Pieksämäki ekonomiska region  och landskapet Södra Savolax, i den sydöstra delen av landet, 280 km nordost om huvudstaden Helsingfors. Öns area är 32,1 hektar och dess största längd är 1,1 kilometer i sydöst-nordvästlig riktning.